# 슈아죌구

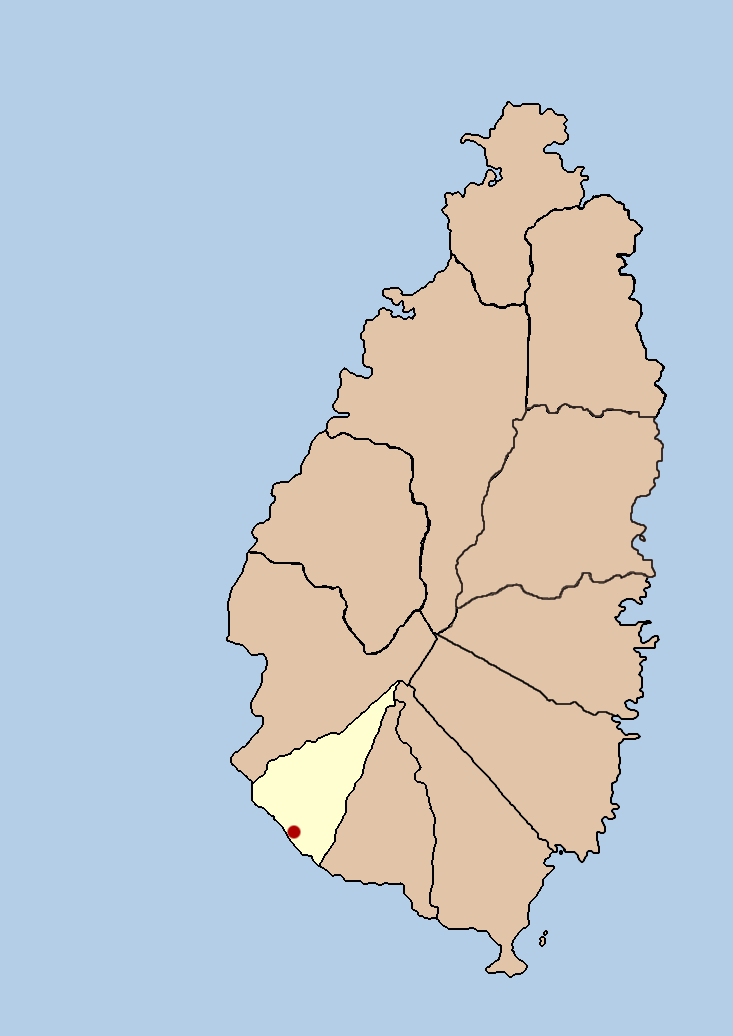
슈아죌 구의 위치

슈아죌구(영어: Choiseul Quarter)는 세인트루시아 남서부에 위치한 구로 면적은 31km2, 인구는 6,372명(2001년 기준)이다.